# Loćika (Aleksinac)
Loćika (kyrillisch:Лоћика) ist ein Dorf in Ostserbien.

## Geographie und Bevölkerung
Das Dorf liegt in der Opština Aleksinac im Nišavski okrug im Osten des Landes auf 188 Meter über dem Meeresspiegel. Loćika hatte bei der Volkszählung von 2011 282 Einwohner, während es 2002 noch 380 waren. Nach den letzten drei Bevölkerungsstatistiken fällt die Einwohnerzahl weiter.
Die Bevölkerung von Loćika stellen zu 99,3 % Serbisch-orthodoxe Serben. Drei Personen gaben eine unbekannte Abstammung an, dass entspricht 0,7 % der Bevölkerung. Der Ort besteht aus 136 Haushalten.
Das Dorf ist südwestlich von der Stadt Aleksinac gelegen. In der Nähe liegt der Gebirgszug Jastrebac, der auch touristisch erschlossen ist. Der Ort ist von Wäldern umgeben von denen der größte Mišinac heißt, zudem fließt ein Bach durchs Dorf.
Die Nachbardörfer von Loćika sind: Dašnica, Vrćenovica, Koprivnica, Mali Drenovac, Šurić und Bankovac.

### Demographie
| Jahr | Einwohnerzahl |
| ---- | ------------- |
| 1948 | 688           |
| 1953 | 693           |
| 1961 | 710           |
| 1971 | 626           |
| 1981 | 524           |
| 1991 | 449           |
| 2002 | 380           |
| 2011 | 282           |

## Religion
In Loćika steht die Serbisch-orthodoxe Kirche Hl. Zar Konstantin und Zarin Jelena. Die Kirche gehört zur Eparchie Niš, der Serbisch-orthodoxen Kirche.

## Belege
- 1.^ Књига 9, Становништво, упоредни преглед броја становника 1948, 1953, 1961, 1971, 1981, 1991, 2002, подаци по насељима, Републички завод за статистику, Београд, мај 2004, ISBN 86-84433-14-9
- 2.^ Књига 1, Становништво, национална или етничка припадност, подаци по насељима, Републички завод за статистику, Београд, фебруар 2003, ISBN 86-84433-00-9
- 3.^ Књига 2, Становништво, пол и старост, подаци по насељима, Републички завод за статистику, Београд, фебруар 2003, ISBN 86-84433-01-7